# Robert Dudley, primul conte de Leicester
Robert Dudley, primul conte de Leicester (n. 24 iunie 1532, Kenilworth, Regatul Angliei – d. 4 septembrie 1588, Oxfordshire, Regatul Angliei) a fost principalul favorit al reginei Elisabeta I de la urcarea ei pe tronul Angliei și până la moartea sa, om de stat și maestru de echitație.